# بنویت لسویمیر
بنویت لسویمیر (انگلیسی: Benoît Lesoimier؛ زادهٔ ۲۱ فوریهٔ ۱۹۸۳) بازیکن فوتبال اهل فرانسه است.
از باشگاه‌هایی که در آن بازی کرده‌است می‌توان به باشگاه فوتبال کلرمون فوت، باشگاه فوتبال کان، باشگاه فوتبال استاد برستوا ۲۹، باشگاه فوتبال تروا، و باشگاه فوتبال آژاکسیو اشاره کرد.